# Rota 3 (Paraguai)
Rota Nacional 3 "General Elizardo Aquino", também conhecida por Rota 3 é uma estrada no Paraguai que liga a capital Assunção até Bella Vista Norte (departamento do Amambay) na região oriental, passando por cinco departamentos e por outras diversas estradas do país.

## Cabines de pedágio
- km 30: Pedágio Emboscada
- km 117: Pedágio 25 de Diciembre
- km 345: Pedágio Rio Verde

## Distâncias
A tabela a seguir mostra as distâncias até as cidades percorridas pela via.
| Km  | Cidade                   | Departmento      | Entroncamentos   |
| --- | ------------------------ | ---------------- | ---------------- |
| 0   | Assunção                 | Distrito Capital |                  |
| 14  | Mariano Roque Alonso     | Central          | Rota 9           |
| 21  | Limpio                   | Central          |                  |
| 36  | Emboscada                | Cordillera       |                  |
| 65  | Arroyos y Esteros        | Cordillera       |                  |
| 116 | Veinticinco de Diciembre | San Pedro        |                  |
| 151 | San Estanislao           | San Pedro        | Rota 8 e Rota 10 |
| 176 | Guayaibí                 | San Pedro        |                  |
| 228 | General Isidoro Resquín  | San Pedro        |                  |
| 249 | Lima                     | San Pedro        |                  |
| 255 | Santa Rosa del Aguaray   | San Pedro        | Rota 11          |
| 353 | Yby Yaú                  | Concepción       | Rota 5           |
| 475 | Bella Vista              | Amambay          |                  |